# Nậm Xây
Nậm Xây là một xã thuộc huyện Văn Bàn, tỉnh Lào Cai, Việt Nam.
Xã Nậm Xây có diện tích 172,01 km², dân số năm 1999 là 1.750 người, mật độ dân số đạt 10 người/km².